# Bernardia dodecandra
Bernardia dodecandra är en törelväxtart som först beskrevs av Sessé och Antonio José Cavanilles, och fick sitt nu gällande namn av Rafaël Herman Anna Govaerts. Bernardia dodecandra ingår i släktet Bernardia och familjen törelväxter. Inga underarter finns listade i Catalogue of Life.